# Акжол (Актогайский район)
Акжол (каз. Ақжол, до 2019 года — Андриановка) — село в Актогайском районе Павлодарской области Казахстана. Расположено в 180 км к северо-западу от Павлодара и в 66 км к юго-западу от Актогая. Административный центр Акжольского сельского округа. Код КАТО — 553255100.

## История
Село Андриановка было основано в 1910 году в урочище Каракаска и вблизи солёного озера с тем же названием. Сначала входило в Новоивановскую волость Павлодарского уезда Семипалатинской области, с 1920 года — в Семипалатинской губернии, с 1928 года — в Иртышском районе, с 1938 года — в Куйбышевском (с 1963 года — Краснокутском, с 1992 года — Актогайском) районе.
Андриановка была центральной усадьбой бывшего мясо-молочного совхоза «Агрономия», образованного в 1954 году на базе нескольких колхозов. В честь освоения целины в селе был установлен памятник-трактор ДТ-54 на постаменте.

## Население
В 1985 году в селе жили 1042 человека, 1999 году население села составляло 699 человек (329 мужчин и 370 женщин). По данным переписи 2009 года в селе проживало 652 человека (319 мужчин и 333 женщины).